# Ихсангалиев, Темирлан Мердан-улы
Ихсангалиев Темирлан Мердан-улы (род. 17 апреля 1986, Теректинский район, Уральская область) — казахстанский спортсмен, выступающий в соревнованиях по самбо, боевому самбо, смешанным единоборствам, рукопашному бою, мастер спорта Республики Казахстан международного класса по боевому самбо и по рукопашному бою. Чемпион Казахстана по боевому самбо, чемпион и призёр чемпионатов мира по боевому самбо, призёр Кубка мира по боевому самбо, чемпион Европы по рукопашному бою.

## Биография
В 10 лет начал заниматься вольной борьбой под руководством своего отца. После 8 класса учился в Караганде в интернате для одаренных в спорте детей. Через полтора года пришлось вернуться домой в Анкату — он получил травму руки и ему сделали две операции. Затем он снова вернулся к тренировкам. Через год стал чемпионом области по вольной борьбе. В 2003 году стал чемпионом Казахстана среди кадетов. В 2007 году окончил спортфакультет педагогического института.
Сержант пограничной службы Казахстана. С 2012 года — член сборной Казахстана по рукопашному бою.

## Статистика боёв
| Результат | Рекорд | Соперник     | Способ                                 | Турнир                             | Дата                | Раунд | Время | Место            | Примечание |
| --------- | ------ | ------------ | -------------------------------------- | ---------------------------------- | ------------------- | ----- | ----- | ---------------- | ---------- |
| Победа    | 1-0    | Рустам Алиев | Техническим нокаутом (остановка углом) | NFC 9 Naiza Fighter Championship 9 | 22 апреля 2017 года | 3     | 3:28  | Казахстан, Актау |            |